# 15947 Milligan
15947 Milligan (1998 AL10) là một tiểu hành tinh vành đai chính được phát hiện ngày 2 tháng 1 năm 1998 bởi J. Broughton ở Reedy Creek Observatory.